# 스즈키 유
스즈키 유(일본어: 鈴木裕, 1958년 6월 10일 ~ )는 일본의 게임 크리에이터이다. 1980년대 중반부터 1990년대에 걸쳐 세가를 대표하는 아케이드 게임 히트작을 다수 제작한 게임 디렉터 프로듀서이다. 주식회사 YS NET 대표 이사 사장.

## 개발한 게임
| 제목                                 | 발매연도 | 플랫폼                                             | 역할                      |
| ------------------------------------ | -------- | -------------------------------------------------- | ------------------------- |
| 챔피언 복싱                          | 1984     | 세가 SG-1000                                       | 기획자 / 디자이너         |
| 행온                                 | 1985     | 세가 행온 하드웨어                                 | 기획자 / 디자이너         |
| 스페이스 해리어                      | 1985     | 세가 스페이스 해리어                               | 기획자 / 디자이너         |
| 아웃런                               | 1986     | 세가 아웃런 하드웨어                               | 기획자 / 디자이너         |
| 슈퍼 행온                            | 1986     | 세가 아웃런 하드웨어                               | 프로듀서                  |
| 애프터 버너                          | 1987     | 세가 X 보드                                        | 기획자 / 디자이너         |
| 애프터 버너 II                       | 1987     | 세가 X 보드                                        | 기획자 / 디자이너         |
| 파워 드리프트                        | 1988     | 세가 Y 보드                                        | 기획자 / 디자이너         |
| 다이너마이트 덕스                    | 1988     | 세가 시스템 16                                     | 프로듀서                  |
| 터보 아웃런                          | 1989     | 세가 아웃런 하드웨어                               | 프로듀서                  |
| 소드 오브 버밀리온                   | 1989     | 세가 메가 드라이브                                 | 프로듀서                  |
| G록: 에어 배틀                       | 1990     | 세가 Y 보드                                        | 기획자 / 디자이너         |
| GP 라이더                            | 1990     | 세가 X 보드, 세가 게임 기어                        | 프로듀서                  |
| 스트라이크 파이터                    | 1991     | 세가 Y 보드                                        | 디자이너 / 프로듀서       |
| 렌트 어 히어로                       | 1991     | 세가 메가 드라이브                                 | 프로듀서                  |
| F1 이그저스트 노트                   | 1991     | 세가 시스템 32                                     | 프로듀서                  |
| 버추어 레이싱                        | 1992     | 세가 모델 1                                        | 기획자 / 대표 프로그래머  |
| 소레이케 코코로지                    | 1992     | Sega System 32                                     | 프로듀서                  |
| 버추어 파이터                        | 1993     | 세가 모델 1, 세가 새턴, 마이크로소프트 윈도우      | 기획자 / 프로듀서         |
| 버닝 라이벌                          | 1993     | 세가 시스템 32                                     | 프로듀서                  |
| 데이토나 USA                         | 1993     | 세가 모델 2, 세가 새턴, 마이크로소프트 윈도우      | 프로듀서 / Special Thanks |
| 버추어 캅                            | 1994     | 세가 모델 2, 세가 새턴, 마이크로소프트 윈도우      | 프로듀서 / 감독           |
| 버추어 파이터 2                      | 1994     | 세가 모델 2, 세가 새턴, 마이크로소프트 윈도우      | 기획자 / 프로듀서         |
| 데저트 탱크                          | 1994     | 세가 모델 2                                        | 프로듀서                  |
| 버추어 스트라이커                    | 1995     | 세가 모델 2                                        | 프로듀서                  |
| 버추어 캅 2                          | 1995     | 세가 모델 2, 세가 새턴, 마이크로소프트 윈도우      | 프로듀서 / 감독           |
| 파이팅 바이퍼즈                      | 1995     | 세가 모델 2, 세가 새턴                             | 프로듀서                  |
| 버추어 파이터 3                      | 1996     | 세가 모델 3, 드림캐스트                            | 기획자                    |
| 버추어 파이터 키즈                   | 1996     | 세가 ST-V, 세가 새턴                               | 프로듀서                  |
| 파이터즈 메가믹스                    | 1996     | 세가 새턴                                          | 프로듀서                  |
| 소닉 파이터즈                        | 1996     | 세가 모델 2                                        | 프로듀서                  |
| 스커드 레이스                        | 1996     | 세가 모델 3                                        | 프로듀서                  |
| 버추어 스트라이커 2                  | 1997     | 세가 모델 3                                        | 프로듀서                  |
| 디지털 댄스 믹스 Vol.1 나미에 아무로 | 1997     | 세가 새턴                                          | 프로듀서                  |
| 올 재팬 프로레슬링 피처링 버추어     | 1997     | 세가 ST-V                                          | 프로듀서                  |
| 파이팅 바이퍼즈 2                    | 1998     | 세가 모델 3, 드림캐스트                            | 프로듀서                  |
| 데이토나 USA 2                       | 1998     | 세가 모델 3                                        | 프로듀서                  |
| 페라리 F355 챌린지                   | 1999     | 세가 나오미 멀티보드, 드림캐스트, 플레이스테이션 2 | 기획자 / 프로듀서         |
| 쉔무                                 | 1999     | 드림캐스트                                         | 기획자 / 프로듀서         |
| 아웃트리거                           | 1999     | 세가 나오미                                        | 프로듀서                  |
| 18 윌러: 아메리칸 프로 트러커        | 1999     | 세가 나오미, 드림캐스트                            | 프로듀서                  |
| 쉔무 II                              | 2001     | 드림캐스트, 엑스박스                               | 기획자 / 프로듀서         |
| 버추어 파이터 4                      | 2001     | 세가 나오미 2, 플레이스테이션 2                    | 기획자 / 프로듀서         |
| 버추어 캅 3                          | 2003     | 세가 치히로                                        | 프로듀서                  |
| 아웃런 2                             | 2003     | 세가 치히로                                        | 프로듀서                  |
| 세가 레이스 TV                       | 2008     | 세가 린드버그                                      | 프로듀서                  |
| 쉔무 시티                            | 2010     | 야후 모바게 서비스                                 | 기획자                    |
| 버추어 파이터: 쿨 챔프               | 2011     | iOS                                                | 기획자                    |
| 불릿 파이러츠                        | 2013     | 안드로이드, iOS                                    | 기획자                    |
| 버추어 파이터: 피버 콤보             | 2014     | iOS, 안드로이드                                    | 기획자                    |
| 쉔무 III                             | 2017     | 플레이스테이션 4, 마이크로소프트 윈도우            | 기획자 / 프로듀서         |